# Cunimond

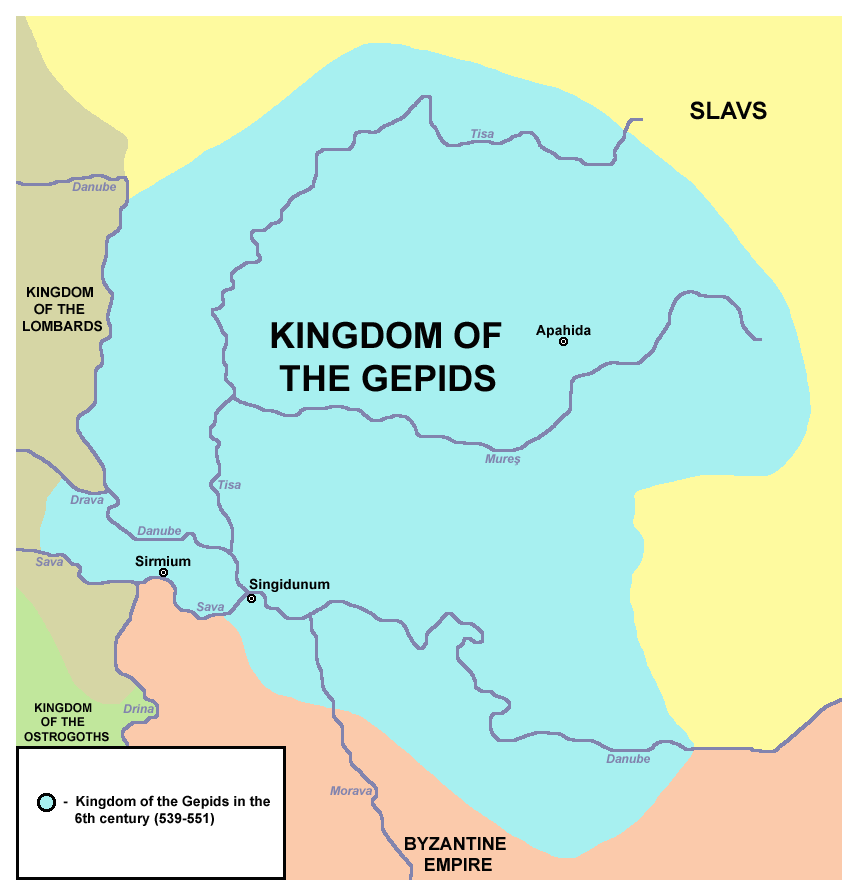
Le royaume des Gépides vers le milieu du VIe siècle.

Cunimond, Cunimund ou Kunimund (en latin : Cunimundus) est le dernier roi des Gépides ; il règne vers le milieu du VIe siècle sur un territoire englobant le sud de l'actuelle Hongrie, le nord de l'actuelle Serbie, et l'ouest de l'actuelle Roumanie.

## Biographie
Fils et successeur du roi Thorisind, Cunimond cherche à étendre son royaume situé sur le Danube, entrant en conflit avec les Lombards et suscitant l'inquiétude de l'empereur byzantin Justin II ; pour le contrer, ce dernier décide de s'allier aux Avars du khagan Bayan et aux Lombards du roi Alboïn. Face à cette redoutable coalition, Cunimond est vaincu et tué au combat (567). Les Gépides sont décimés et les survivants réduits en esclavage. Une petite partie suivra les Lombards en Italie en 568, tandis que d'autres, probablement peu nombreux et soumis aux Avars, auraient semble-t-il survécu en Transylvanie jusqu'au milieu du VIIe siècle.
Selon le chroniqueur Jean de Biclar, le petit-fils (ou neveu) de Cunimond, Reptila, et l'évêque arien Thrasaric, parviennent à échapper aux Lombards et à trouver refuge à Byzance, emportant avec eux le trésor des Gépides,, ou seulement une partie car selon Paul Diacre, les Lombards s'emparent du trésor des Gépides et deviennent « extraordinairement riches ».
Le crâne du roi Cunimond sera transformé en coupe à boire par Alboïn ; sa fille Rosemonde, prise de force pour épouse par le roi lombard, sera forcée d'y boire le vin de la victoire lors d'un festin organisé à Vérone. La coupe pratiquée dans le crâne de Cunimond sera conservée comme trophée par les rois Lombards : Paul Diacre la verra de ses yeux à Pavie, capitale lombarde, lorsque le roi Ratchis (744–749) la montra à des convives lors d'un banquet.

## Dans les arts
Cunimond est l'un des personnages du film d'aventure italien Le Glaive du conquérant, réalisé par Carlo Campogalliani et sorti en 1961. Le personnage est incarné par l'acteur italo-slovène Andrea Bosic.

## Sources primaires
- Paul Diacre, Histoire des Lombards, Livres I & II.
- Jean de Biclar, Chronique.